# Панург
Панург (фр. Panurge) — один из героев сатирического романа Франсуа Рабле «Гаргантюа и Пантагрюэль».

## Гаргантюа и Пантагрюэль
Сообразно этимологии своего имени (др.-греч. πανοῦργος — «неразборчивый в средствах, способный на все; хитрый, коварный; плут, мошенник»), Панург обрисован очень изворотливым и пронырливым; он не пренебрегает плутнями, даже воровством, хвастает своей храбростью, а при случае первый трусит, отличается цинизмом и бесстыдством, думает лишь о своём благополучии, ведёт беспорядочную жизнь, лишён идеальных влечений, порой выказывает жестокость. Но, с другой стороны, он олицетворяет здравый смысл, наделён юмором и сатирической жилкой, искусно подмечает и осмеивает людские слабости.
Панург знает несколько иностранных языков — во всяком случае, при первой встрече с Пантагрюэлем он обращается к нему на немецком, итальянском, голландском, датском, греческом, баскском и других языках, в том числе на таких, которые выдуманы самим Рабле, и которые Пантагрюэль и его спутники определяют как «язык антиподов» (слова Эпистемона), «язык фонарный» (слова Эпистемона) и «язык моей родной страны Утопии» (слова Пантагрюэля).
По словам Панурга, он родился «в зелёном саду Франции, то есть в Турени».
Пантагрюэль встречает его в Париже, и с этой поры Панург играет видную роль в романе; его предстоящая женитьба делается поводом к знаменитому путешествию Пантагрюэля (сюда относится известный эпизод с «панурговым стадом», вошедшим в поговорку). Антипод Панурга в романе — брат Жан.
При создании типа Панурга Рабле отчасти подражал итальянскому писателю Фоленго (его макароническим поэмам). Некоторые критики (Теофиль Готье, Жебар) видели в Панурге поэта Франсуа Вийона — что едва ли справедливо; другие считают его предком Маскариля, Жиль Блаза и т. д.; Стапфер сравнивает его с Фальстафом.

## Образ Панурга в искусстве

### Музыка
- 25 января 1785 года была впервые поставлена опера Андре Гретри «Панург на острове фонарей» (фр. Panurge dans l'île des lanternes), основанная на событиях пятой книги «Гаргантюа и Пантагрюэля».
- В апреле 1913 года состоялась премьера оперы Жюля Массне «Панург» (фр. Panurge)[2]. Кроме самого Панурга (бас-баритон), среди персонажей — Пантагрюэль (бас), брат Жан (лирический тенор), Эпистемон (баритон) и т. д. Появляется и жена Панурга (меццо-сопрано), которой нет у Рабле.
- Заглавный трек с альбома группы Gentle Giant Octopus (1972) называется The Advent of Panurge, он вдохновлён романом «Гаргантюа и Пантагрюэль».

## Галерея

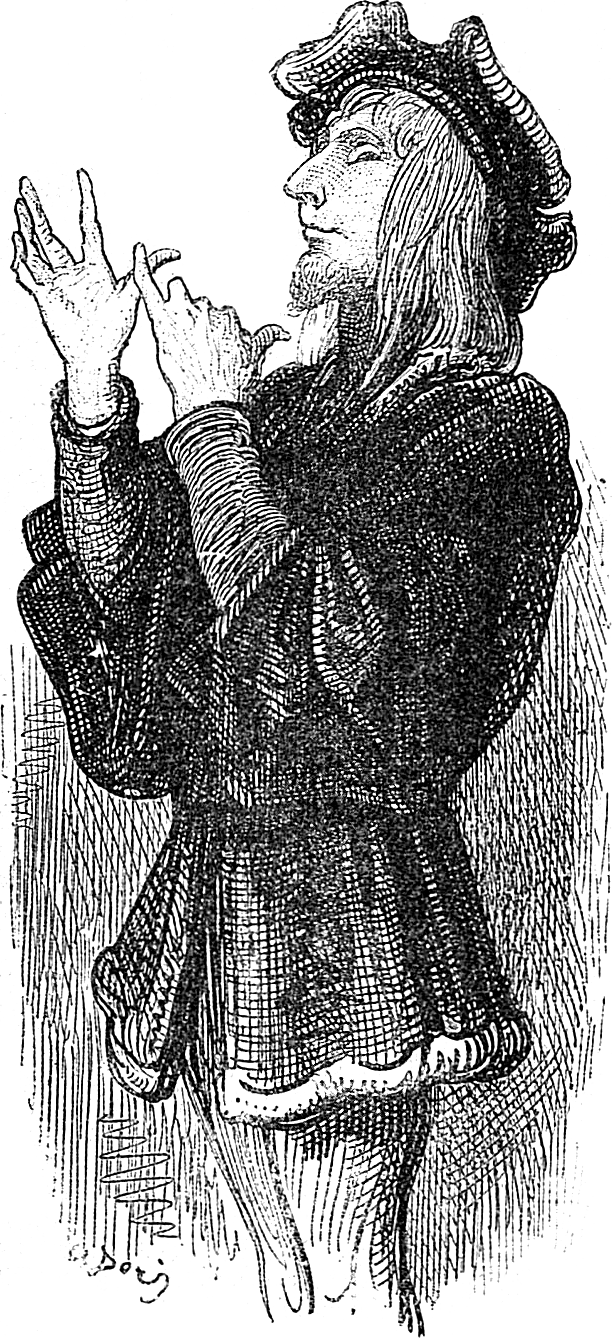
Панург (иллюстрация Гюстава Доре)
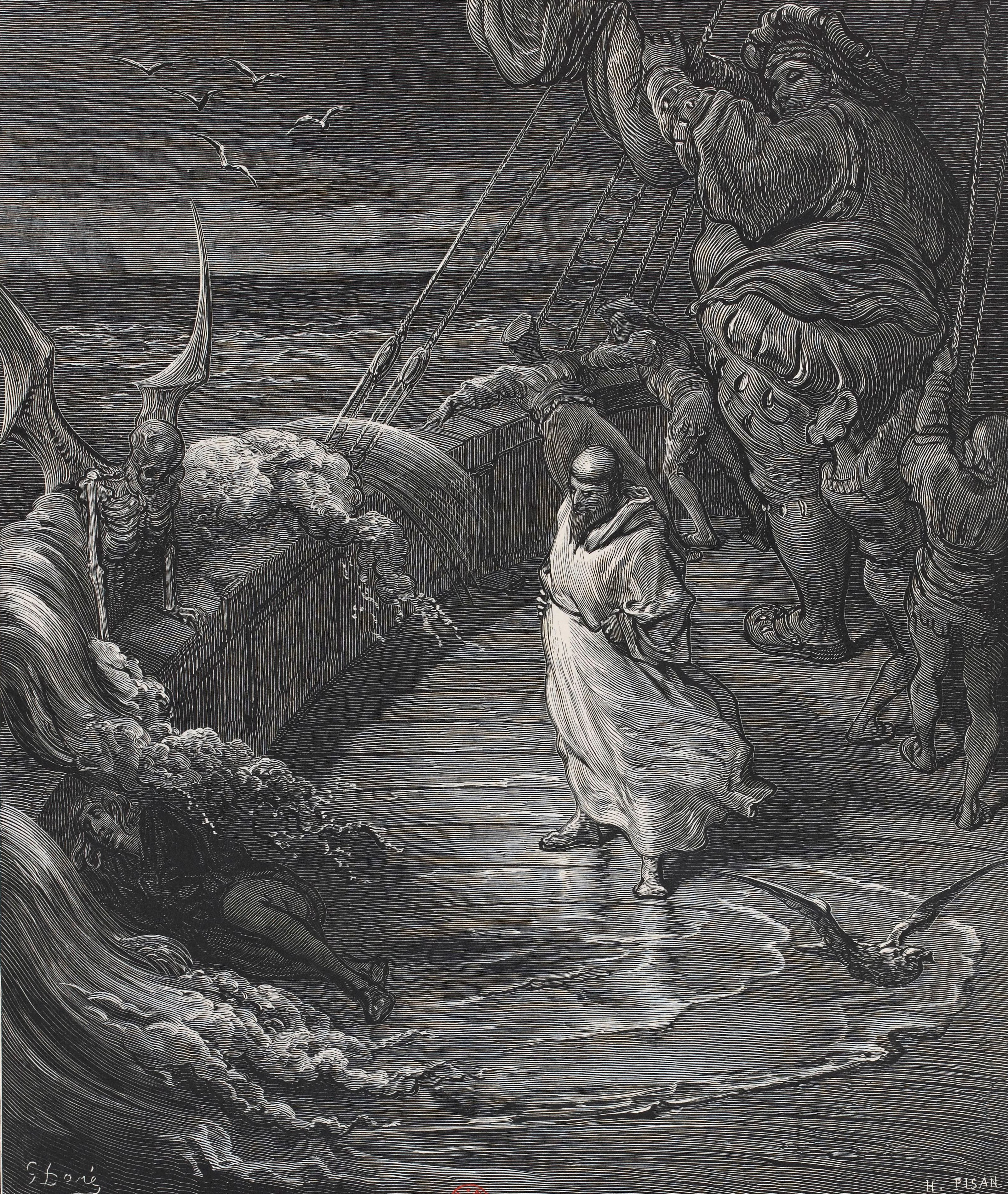
Брат Жан укоряет Панурга из-за трусости во время бури (иллюстрация Гюстава Доре)
Афиша оперы Массне, художник — Шарль Люсьен Леандр (1913)
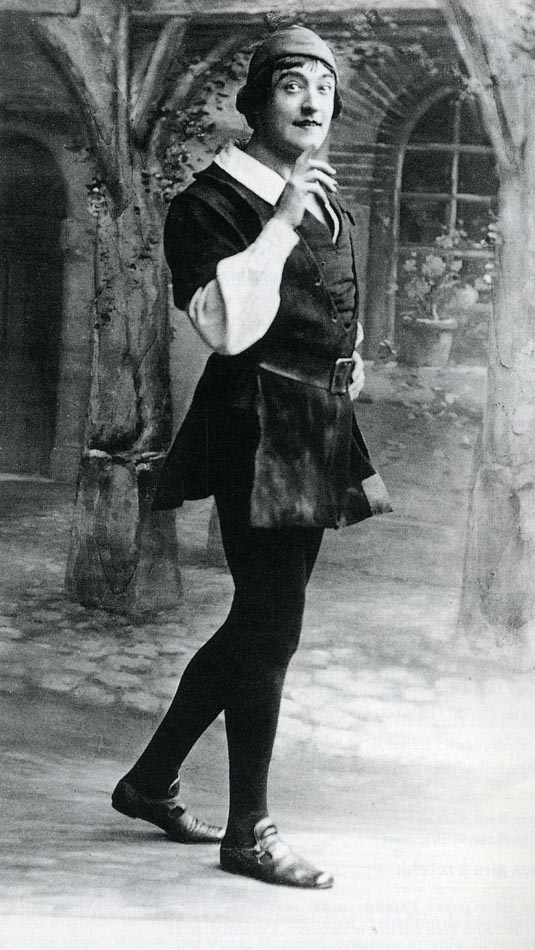
Ванни Марку в роли Панурга на премьере одноимённой оперы (1913)